# Melocactus macracanthos
Melocactus macracanthos är en kaktusväxtart som först beskrevs av Salm-dyck, och fick sitt nu gällande namn av Heinrich Friedrich Link och Christoph Friedrich Otto. Melocactus macracanthos ingår i släktet Melocactus och familjen kaktusväxter. Inga underarter finns listade i Catalogue of Life.